# The Stronger Sex
Pour plus de détails, voir Fiche technique et Distribution.
The Stronger Sex est un film britannique réalisé par Gareth Gundrey, sorti en 1931.

## Fiche technique
- Titre : The Stronger Sex
- Réalisation : Gareth Gundrey
- Scénario : Gareth Gundrey d'après la pièce de J. Valentine
- Pays d'origine : Royaume-Uni
- Format : Noir et blanc - Mono
- Genre : drame
- Durée : 85 minutes
- Date de sortie : 1931

## Distribution
- Colin Clive : Warren Barrington
- Adrianne Allen (en) : Mary Thorpe
- Gordon Harker (en) : Parker
- Martin Lewis (en) : John Brent
- Renee Clama (en) : Joan Merivale
- Elsa Lanchester : Thompson